# Анфосси, Джованни
Джованни Мария Анфосси (итал. Giovanni Maria Anfossi; 6 января 1884, Анкона — 16 ноября 1946, Милан) — итальянский пианист, композитор и музыкальный педагог. Дальний потомок композитора Паскуале Анфосси.
Учился в Неаполе в Консерватории Сан-Пьетро-а-Майелла у Франческо Симонетти (1842—1904) и Джузеппе Мартуччи (фортепиано), Паоло Серрао и Пьетро Платаниа (композиция и контрапункт). Ещё в студенческие годы в Неаполе была исполнена его симфоническая поэма «Восстание» (итал. Rebellio). Окончил курс в 1887 году, представив в качестве выпускного сочинения четырёхголосную кантату для хора и оркестра «Ода любви» (итал. Ode all’amore). С 1888 г. преподавал фортепиано в Вероне. С 1894 г. жил и работал в Милане, преподавал в различных учебных заведениях, затем основал собственную музыкальную школу, назвав её именем своего предка Паскуале Анфосси. Преподавал также и в Миланской консерватории, особенно часто сотрудничая с ней как член экзаменационных комиссий. Среди учеников Анфосси были Луиза Баккара, Артуро Бенедетти Микеланджели, Энрика Кавалло, Джулия Рекли. По одному из предположений у Анфосси брал уроки и юный Нино Рота. Кроме того, выступал как музыкальный критик, в 1894—1902 гг. был последним главным редактором «Миланской музыкальной газеты».
Среди композиций Анфосси преобладают кантаты для хора и оркестра, принадлежит ему и некоторое количество фортепианных сочинений. Под его редакцией вышли миланские издания сборника упражнений Шарля Луи Анона «Пианист-виртуоз» и сборника этюдов Генриха Вольфарта «Друг детей».
Именем Анфосси названа улица (итал. Via Giovanni Maria Anfossi) в его родном городе.

## Музыкальные произведения
- Увертюра для оркестра, 1881
- Симфоническая поэма «Вновь война» (итал. Rebellio), 1883
- Кантата «К Италии» для четырёхголосного хора с оркестром, 1885
- «Песнь священная» и «Песнь погребальная» для двухголосного детского хора и органа, 1886
- Увертюра для оркестра, 1888
- «Любовный диалог и скерцо» (итал. Dialogo d’amore e Scherzo) для струнного квартета и фортепиано, 1889
- «Зала Великой старой гвардии» (итал. Sala della Gran guardia vecchia), Ода для хора и оркестра, 1890
- «Музыкальные впечатления» (итал. Impressioni musicali) для трёхголосного женского хора и фортепиано, 1913
- «Диана италийская» (итал. Diana italica), гимн для хора с оркестром или фортепиано
- фортепианные пьесы: «Воспоминание» (итал. Ricordanze), «Два впечатления», 1914